# Japanische Summen

Japanische Summen mit den Ziffern von 1 bis 7.

Die Lösung dazu.

Japanische Summen ist ein Kreuzzahlenrätsel. Anders als beim Kakuro sind die schwarzen Felder (Leerfelder) nicht in den Spielplan eingetragen und müssen vom Rätsellöser erschlossen werden.

## Regeln
Japanische Summen wird auf einem rechteckigen oder quadratischen Gitter gespielt. Am Anfang ist das Gitter ganz leer. Am linken und am oberen Rand stehen zu jeder Zeile und Spalte eine oder mehrere Zahlen. Das Gitter ist nun mit Ziffern und Leerfeldern zu füllen, so dass die folgenden Bedingungen eingehalten sind:
- Jede Ziffer darf nur einmal pro Spalte und Zeile vorkommen (gelegentlich auch nur Ziffern, die kleiner als eine vorgegebene Zahl sind).
- Die Ziffern addieren sich zu den am Rand angegebenen Summen (in der vorgegebenen Reihenfolge), verschiedene Summen sind durch Leerfelder getrennt.
- Eine Summe darf auch aus nur einer einzigen Ziffer bestehen.